# Catedrala episcopală Înălțarea Domnului din Slobozia
Catedrala episcopală Înălțarea Domnului din Slobozia este catedrala municipiului Slobozia, reședința județului Ialomița. Este catedrala centrală a Episcopiei Sloboziei și Călărașilor a Bisericii Ortodoxe Române, obținând acest titlu odată cu sfințirea sa la 25 martie 2004.

Sfântul Sava Gotul, mozaic din pridvorul catedralei